# Michaela Kirchgasser
Michaela Kirchgasser, född 18 mars 1985 i Schwarzach im Pongau, Salzburg, Österrike, är en österrikisk alpin skidåkare. Hon kör i alla discipliner men är specialiserad på slalom och storslalom. Den 9 december 2001 debuterade hon i världscupen i Sestriere, då hon hamnade på 17:e plats (i storslalom). Sin första pallplats erövrade hon i Aspen, Colorado den 25 augusti 2006 när hon kom trea i storslalom. Hon har 17 pallplatser hittills i världscupen (per 3 januari 2021).
Kirchgasser har tre världscupsegrar i karriären.
Kirchgasser var med i de österrikiska lag som tog guld vid VM 2007 i Åre, VM 2013 i Schladming och VM 2015 i Vail / Beaver Creek. I Schladming 2013 tog hon också silver i slalom där Mikaela Shiffrin tog guld och Frida Hansdotter brons.
Hon deltog i olympiska vinterspelen 2006, 2010 och 2014.

## Världscupsegrar (3)
| Datum            | Plats         | Disciplin  |
| ---------------- | ------------- | ---------- |
| 24 februari 2007 | Sierra Nevada | Storslalom |
| 22 januari 2012  | Kranjska Gora | Slalom     |
| 17 mars 2012     | Schladming    | Slalom     |